# 산마리노의 코로나19 범유행
다음은 산마리노에서의 코로나19 범유행에 관한 설명이다.

## 경과
2월 27일, 이탈리아에서 온 88세 남성이 첫번째 감염자로 확인되었다. 하지만, 산마리노의 국토가 너무 작아서 규모가 큰 병원이 없기 때문에 이탈리아 리미니의 병원에 입원했다.

## 같이 보기
- 나라별 코로나19 범유행
- 유럽의 코로나19 범유행
- 이탈리아의 코로나19 범유행